# Tábor-Čápův Dvůr
Tábor-Čápův Dvůr – przystanek kolejowy w miejscowości Tabor, w kraju południowoczeskim, w Czechach. Znajduje się na linii 202 Benešov – Czeskie Budziejowice, na wysokości 430 m n.p.m..  

## Linie kolejowe
- 220: Benešov – Czeskie Budziejowice